# Roncus zoiai
Espèce
Roncus zoiai est une espèce de pseudoscorpions de la famille des Neobisiidae.

## Distribution
Cette espèce est endémique de Sardaigne en Italie. Elle se rencontre sur le mont Albo à Lula dans la grotte Grotta Conca 'e Crapa.

## Étymologie
Cette espèce est nommée en l'honneur de Stefano Zoia.

## Publication originale
- Gardini & Rizzerio, 1987 : I Roncus eucavernicoli del gruppo siculus (Pseudoscorpionida Neobisiidae). Bollettino della Società Entomologica Italiana, vol. 119, p. 67-80.